# Upplands runinskrifter 842
Upplands runinskrifter 842 är en vikingatida runsten av rödgrå granit i Hållberga, Dalby socken och Uppsala kommun. Runstenen är 1,2 meter hög och 1,3 meter bred vid basen. Runhöjden är 4-5 centimeter. Runstenen innehåller två fristående minnesskrifter. Erik Brate har attribuerat ristningen till Öpir.

## Inskriften
Translitterering av runraden:
infri[þ] ' lit ' rita ' stain ' ftiʀ ' þorþ ' [broþur si]... hulm[kiʀ · lit × kira merki at hulms]...
Normalisering till runsvenska:
Ingifriðr/Ingriðr let retta stæin æftiʀ Þorð, broður si[nn]. Holmgæiʀʀ let gæra mærki at Holms[tæin].
Översättning till nusvenska:
Ingefrid lät uppresa stenen efter Tord, sin broder. Holmger lät göra minnesmärket efter Holmsten.